# کامران شیرازی
کامران شیرازی (متولد ۲۰ آبان ۱۳۳۱) سومین استاد بین‌المللی شطرنج اهل ایران است که در سال ۱۳۵۱ قهرمان شطرنج ایران شد. وی از سال ۲۰۰۶ در مسابقات بین‌المللی با پرچم فرانسه شرکت می‌کند.
او از اواخر دههٔ ۷۰ در آمریکا اقامت گزید و به سرعت به یکی از بازیکنان فعال شطرنج در این کشور تبدیل شد و به پیروزی‌های متعدد دست یافت.
ریتینگ شیرازی به سرعت افزایش یافت و او به یکی از بالاترین ریتینگ داران فدراسیون شطرنج آمریکا تبدیل گشت اما در سال ۱۹۸۴ هنگامی که وی برای مسابقات قهرمانی شطرنج آمریکا دعوت شد تنها توانست ۱ تساوی بدست آورد و در کوتاهترین بازی با مهرهٔ سفید مغلوب جان پیترز شد
e4 c5 2.b4 cxb4 3.a3 d5 4.exd5 Qxd5 5.axb۴?? Qe۵+ ۰–۱
او در بازی گشایشهای نامتداول نیز شناخته شده‌است.
همچنین او نقشی را به عنوان «استاد بزرگ شیرازی» در فیلم «در جستجوی بابی فیشر» ایفا نمود. او از سال ۲۰۰۶ ساکن فرانسه است و همچنان یکی از بازیکنان و اساتید فعال شطرنج است
در مارس ۲۰۱۰ وی ریتینگی معادل ۲۴۵۷ داشت.

## بازی‌های قابل توجه
او در این بازی ادامه‌ای را که برای سیاه پرخطر گفته می‌شود انتخاب کرد و کامپیوتر را مغلوب کرد:
e4 e5 2.Nc3 Nc6 3.Bc4 Bc5 4.Qg4 Qf۶?! ۵.Nd۵! Qxf2+ 6.Kd1 Nf6 7.Qxg7 Nxd5 8.Qxh8+ Bf8 9.exd5 Qxg2 10.dxc6 d6 11.cxb7 Bg4+ 12.Ke1 Qe4+ 13.Kf2 Qf4+ 14.Nf3 Qxf3+ 15.Kg1 Rb8 16.Qxh7 d5 17.Bb5+ c6 18.Bxc6+ Kd8 19.Qh4+ Kc7 20.Qf2 Kxc6 21.c3 Bc5 22.d4 exd4 23.cxd4 Qd1+ 24.Kg2 Bh3+ 25.Kxh3 Rh8+ 26.Kg3 Rg8+ 27.Bg5 Rxg5+ 28.Kf4 Qg4+ 29.Ke3 Qxd4+ 30.Ke2 Qxf2+ 31.Kd3 Qd4+ 32.Kc2 Rg2+ 33.Kc1 Qe3+ 34.Kb1 Qd3+ 35.Kc1 Be۳# ۰–۱
Silman-Shirazi, Lone Pine ۱۹۷۹ ۱.e4 c5 2.Nf3 Nc6 3.Bb5 Qb6 4.Nc3 e6 5.O-O a6 6.Bc4 Qa5 7.Re1 b5 8.Bd5 Nge7 9.d3 Qc7 10.Bxc6 Nxc6 11.e5 Bb7 12.Bf4 f5 13.a4 b4 14.Nb1 Ne7 15.h4 h6 16.Nbd2 g5 17.Nc4 Ng6 18.Bg3 g4 19.h5 gxf3 20.hxg6 Rg8 21.Re3 Rxg6 22.Rxf3 Bxf3 23.Qxf3 Qc6 24.Qh5 Kf7 25.f3 Be7 26.Kh1 Kg7 27.Bh4 Rg۵! ۰–۱